# Abres (Dorf)
Abres ist ein Dorf in der Gemeinde Vegadeo der autonomen Region Asturien in Spanien.
Abres liegt am Rio Eo. Die nächste größere Ortschaft ist Vegadeo, der 5,7 Kilometer entfernte Hauptort der verwaltenden Gemeinde. Der Ort gehört zur gleichnamigen Parroquia Abres.

## Klima
Angenehm milde Sommer mit ebenfalls milden, selten strengen Wintern. In den Hochlagen können die Winter durchaus streng werden.

## Sehenswertes
- Kirche Santiago von 1774
- Reserva Natural Parcial de la Ría del Eo (Naturpark)

## Feste und Feiern
- 23. Juli Fiesta de Santiago Apóstol (Kirchweihfest)